# Sherko Karim
Sherko Karim Latif Gubari (en arabe : شيركو كريم لطيف) est un footballeur international irakien, né le 25 mai 1996 à Kirkouk.
Il évolue au poste d'ailier droit au sein du club de Koweït SC.

## Biographie
Né à Kirkouk, dans le nord de l'Irak, Karim fait ses premiers pas sur les terrains du club local d'Al-Thawra Sports Club, situé dans sa ville natale. Il est repéré par l'entraîneur des U-17 irakiens, Muwafaq Hussein, lors d'un de ses voyages de prospection à la recherche de nouveaux talents dans le pays. Après l'avoir observé, il le convoque aussitôt pour jouer avec la sélection des U-17.
Après que les U-17 se soient qualifiés pour le Championnat d'Asie de football des moins de 16 ans 2012, les clubs irakiens commencent à convoiter le jeune attaquant. Arbil est l'un des principaux prétendants au recrutement de l'attaquant, mais Karim rejoint finalement les rangs d'Al-Shorta, l'un des clubs les plus populaires de la capitale, pour faire ses débuts professionnels en première division.
Karim fait parler de lui lors de la Coupe arabe U-17 en Tunisie en 2012, où il remporte les prix du meilleur joueur et du meilleur buteur du tournoi, en inscrivant au total sept buts à Tunis. Après cette épreuve, l'attaquant se voit proposer un contrat professionnel par trois des principaux clubs tunisiens : l'Espérance, le Club africain et le CS Sfaxien. Karim suscite également l'intérêt du club saoudien d'Al-Nassr. Il est également l'un des quatre joueurs des moins de 17 ans que le club russe d'Anji Makhatchkala repère lors des éliminatoires du Championnat d'Asie de football des moins de 16 ans de 2013 à Dohuk.
En octobre 2013, il participe à la Coupe du monde des moins de 17 ans organisée aux Émirats arabes unis. Lors du mondial junior, il joue trois matchs. Il se met en évidence en marquant un but contre le Mexique. Avec un bilan catastrophique de trois défaites en trois matchs, 12 buts encaissés et seulement deux buts marqués, l'Irak est éliminée dès le premier tour.
En août 2016, il participe aux Jeux olympiques d'été organisés au Brésil. Lors du tournoi olympique, il joue trois matchs. Avec un bilan de trois nuls, l'Irak est éliminé dès le premier tour.
Le 12 janvier 2021, il reçoit sa première sélection en équipe d'Irak, lors d'un match amical contre les Émirats arabes unis (score : 0-0). Le 29 mars 2021, il inscrit son premier but en équipe nationale, en amical contre l'Ouzbékistan, permettant à son équipe de l'emporter 0-1 à l'extérieur.

## Statistiques

### Buts internationaux
| 0   | Date         | Lieu                                      | Compétition  | Résultat | Adversaire  | Détail | Détail        | Détail | Sél. |
| --- | ------------ | ----------------------------------------- | ------------ | -------- | ----------- | ------ | ------------- | ------ | ---- |
| 1er | 29 mars 2021 | Stade de Bunyodkor, Tachkent, Ouzbékistan | Match amical | V 1-0    | Ouzbékistan | 56e    | du pied droit | 1-0    | 2e   |

## Palmarès

### En club
| Al-Shorta SC - Championnat d'Irak - Champion en 2013 - Supercoupe d'Irak (en) - Vainqueur en 2019 (en) |  | Koweït SC - Supercoupe du Koweït - Vainqueur en 2022 |

### En sélection
| Irak - Coupe du Golfe des nations - Vainqueur en 2023 |

### Distinctions personnelles
- Meilleur buteur de la Coupe arabe U-17 en 2012 (en) (7 buts).
- Meilleur joueur de la Coupe arabe U-17 en 2012 (en).